# Le Dossier Artemis Fowl
Le Dossier Artemis Fowl est un livre d'Eoin Colfer concernant sa série littéraire Artemis Fowl.
Un dossier contenant deux aventures inédites, un extrait du livre des fées, l'alphabet gnomique, un essai de nomenclature sur différentes espèces (elfes, nains, trolls, gobelins, centaures, lutins, gnomes) des renseignements sur Artemis Fowl deuxième du nom, des interviews des principaux personnages fictifs de la saga (Artemis Fowl, deuxième du nom, Holly Short, capitaine, Butler, garde du corps d'Artemis Fowl, deuxième du nom, Mulch Diggums, un nain particulièrement kleptomane, Foaly, centaure intelligent et paranoïaque, et Julius Root, commandant) et de l'auteur.
Le bulletin annuel d'Artemis Fowl deuxième du nom avec les commentaires de ses différents professeurs (littérature et langues, mathématiques, sciences humaines, sciences naturelles & physiques et socialisation et épanouissement personnel).
Un quiz féerique avec différentes questions qui nous dirigent selon les réponses vers d'autres questions, jusqu'à une espèce (gobelin, troll, nain, elfe, lutin, centaure, gnome) avec une explication de cette dernière.
Un jeu avec le réseau des transports féeriques (liaisons Haven-Ville / surface) où l'on doit inscrire dans des cercles les différents numéros des stations découvertes par Artemis Fowl, deuxième du nom.
Ainsi que des schémas sur différentes inventions de Foaly, centaure intelligent et paranoïaque : la navette en titane qui sert à transporter un officier des FAR par son propre moteur ou par le magma, l'équipement d'un agent de commando de récupération (traceur, ailes (modèle Dragonfly), ainsi qu'un casque).

## Texte caché
Dans ce dossier, Eoin Colfer a ajouté un texte caché écrit en gnomique dans les pages 84-86. Ce texte est un extrait du livre des fées. Un texte qui ne peut pas être déchiffré malheureusement et contraint les lecteurs à déchiffrer comme Artemis dans le tome 1 le langage des fées (cela rend l'intrigue plus attirante).
À la page suivante, la page 87, l'alphabet gnomique est donné dans son intégralité : de A-Z en passant par l'espace et le point à la fin d'une phrase.
Dans la version française, les carrés en début de chapitre contenant des mots en gnomique donnent des mots en anglais.
La traduction ne peut pas être publiée, pour des raisons de copyright.

## Éditions
- Traduction : Julien Romel.
- Première édition française : 
  - Éditions Gallimard Jeunesse, collection Hors Série Littérature, le 19 janvier 2006, format Broché, 197 pages  (ISBN 2070570509).